# 小扁豆行動 (蘇門答臘)
小扁豆行動（英語：Operation Lentil）是1945年1月4日英國皇家海軍艦隊航空隊空襲邦卡蘭布蘭丹的石油設施之作戰行動，邦卡蘭布蘭丹的石油設施是印度尼西亞在蘇門答臘的重要石油生產中心。小扁豆行動是上風行動的一部分，它的目的是中斷對太平洋之日軍的燃料供應。

## 概述
英國皇家海軍出動三艘艦隊航空母艦：不撓號、不倦號、勝利號。由四艘巡洋艦和八艘驅逐艦護航，三艘航母共搭載了88架戰機。
這次空襲取得了一定的成功，這次空襲是由當時負責英國太平洋艦隊空中作戰的海軍少將菲利普·維安之指揮下完成的。英軍戰機的飛行員有許多是紐西蘭人。